# Werner August Friedrich Lentz
Werner August Friedrich Lentz (* 15. Juni 1817 in Gut Kremsdorf in Holstein; † 8. März 1893 in Eutin) war ein Jurist und Reichstagsabgeordneter (NLP).

## Leben
August Lentz war der Sohn des Gutsverwalters Carl Wilhelm Bernhard Lentz (1781–1855) und dessen Ehefrau Doris geb. Winkelmann (1784–1823). Er besuchte das Katharineum zu Lübeck bis zum Abitur Ostern 1838 (zusammen mit Heinrich Theodor Behn und Christian Theodor Overbeck) und studierte von 1838 bis 1841 Rechtswissenschaften an den Universitäten Heidelberg, Berlin und Kiel. 1842 ging er in den oldenburgischen Staatsdienst und war zunächst Auditor beim Amt Damme. 1847 war er juristischer Hilfsarbeiter beim oldenburgischen Staatsministerium und 1849 zur Hilfsleistung beim Sekretariat der Justizkanzlei in Oldenburg, wo er 1850 Erster Kanzleisekretär wurde. Im gleichen Jahr wurde er zum Hilfsrichter beim Landgericht Neuenburg mit dem Titel Obergerichtssekretär ernannt. 1851 wurde er Landgerichtsassessor in Neuenburg.
1853 wurde er in gleicher Position an das Landgericht in Oldenburg versetzt und zugleich Hilfsrichter bei der Justizkanzlei. 1856 kam er an die Justizkanzlei in Eutin, der Residenzstadt des Fürstentums Lübeck, einer zu Oldenburg gehörenden Exklave in Holstein. Zum 1. November 1858 wurde er als Obergerichtsassessor Mitglied der Justizkanzlei in Eutin und 1860 auch Mitglied des Oldenburgischen Staatsgerichtshofes. 1862 erfolgte seine Beförderung zum Obergerichtsrat beim Obergericht in Eutin und am 1. Januar 1874 zum Direktor des Obergerichts. 1873 wurde er zum Vorstand der Ablösungs- und Revisionsbehörde des Fürstentums Lübeck ernannt. Am 1. Oktober 1879 aufgrund einer unfallbedingten Schwerhörigkeit zur Disposition gestellt, wurde er nach seiner Genesung am 1. Juli 1885 zum Vorsitzenden der Großherzoglichen Regierung in Eutin ernannt mit dem Titel Regierungspräsident.
Zum 1. Mai 1891 wurde er in den Ruhestand versetzt unter Verleihung des Titels Geheimer Rat.

### Abgeordneter
Von 1863 bis 1871 war er Mitglied und während drei Sitzungsperioden 1866 bis 1869 Präsident des Landtags von Oldenburg. Von 1871 bis 1874 und von 1877 bis 1881 war er Mitglied des Deutschen Reichstags für die Nationalliberale Partei für den Reichstagswahlkreis Großherzogtum Oldenburg 1 (Oldenburg–Eutin–Birkenfeld).

## Auszeichnungen
- Oldenburgischer Haus- und Verdienstorden des Herzogs Peter Friedrich Ludwig
  - 1876 Ritterkreuz II. Klasse
  - 1879 Ritterkreuz I. Klasse
  - 1888 Kapitular-Ritter
  - 1886 Ehren-Komturkreuz

## Familie
Lentz heiratete im März 1850 die Kopenhagener Kaufmannstochter Charlotte Amalie geb. Ree (1827–1893). Die Ehe blieb kinderlos.